# Liu Rushi
Liu Rushi (Chino: 柳如是; en chino tradicional, 柳如是; pinyin, Liú Rúshì; Wade-Giles, Liu Ju-shih; 1618–1664), también conocida como Liu Shi, Liu Yin y Yang Yin, fue una cortesana y poetisa china de finales de la Dinastía Ming, que se casó con Qian Qianyi a los 25 años. Se suicidó tras la muerte de su marido. Es famosa por sus intercambios de versos con Chen Zilong, y destacó por su pintura.
Era amiga de otra cortesana célebre, Chen Yuanyuan, que era concubina de Wu Sangui.
Es una  de las Ocho Bellezas de Qinhuai (en chino, 秦淮八艳) descritas por los funcionarios de finales de los Qing. Las otras famosas cortesanas de este grupo son Ma Xianglan, Bian Yujing (卞玉京), Li Xiangjun, Dong Xiaowan, Gu Mei, Kou Baimen (寇白門), y Chen Yuanyuan.

## Primeros años
Se cree que nació en Jiaxing, y fue vendida por su familia como concubina para el primer ministro Zhou Daodeng. Poco después, con trece años, un escándalo provocó su expulsión de la casa de Zhou, y fue vendida a un burdel en Suzhou. A los diecisiete, tuvo su primer gran romance, con el pintor Tang Shuda. Ya destacada poetisa y pintora para entonces, conoció a Chen Zilong en 1635 y vivió con él sobre un año, finalmente tuvo que dejarla porque su familia desaprobaba un enlace. Tras abandonar la casa de Chen, se dirigió a un burdel en Wujiang. Un romance con el artista Wang Janming acabó cuando Wang no pudo asistir a una cita con ella en el Pabellón del Arco iris. Otra aventura con Song Yuanwen, un alto funcionario del gobierno, acabó cuando sus vacilaciones sobre el matrimonio resultaron en Liu rompiendo su laúd y retirándose enfadada.

## Matrimonio con Qian Qianyi

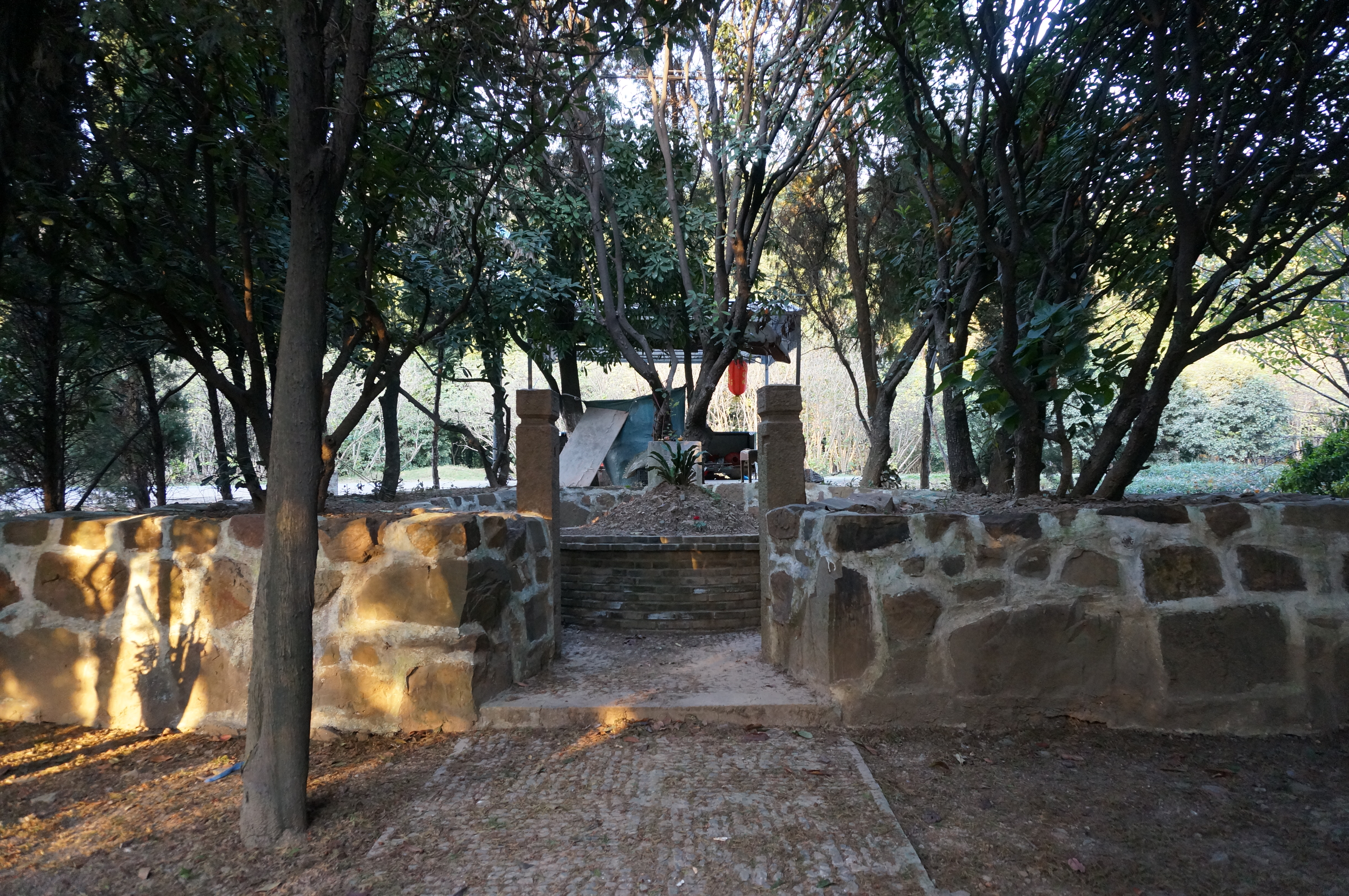
Tumba de Liu Rushi, en el Monte Yu, Changshu

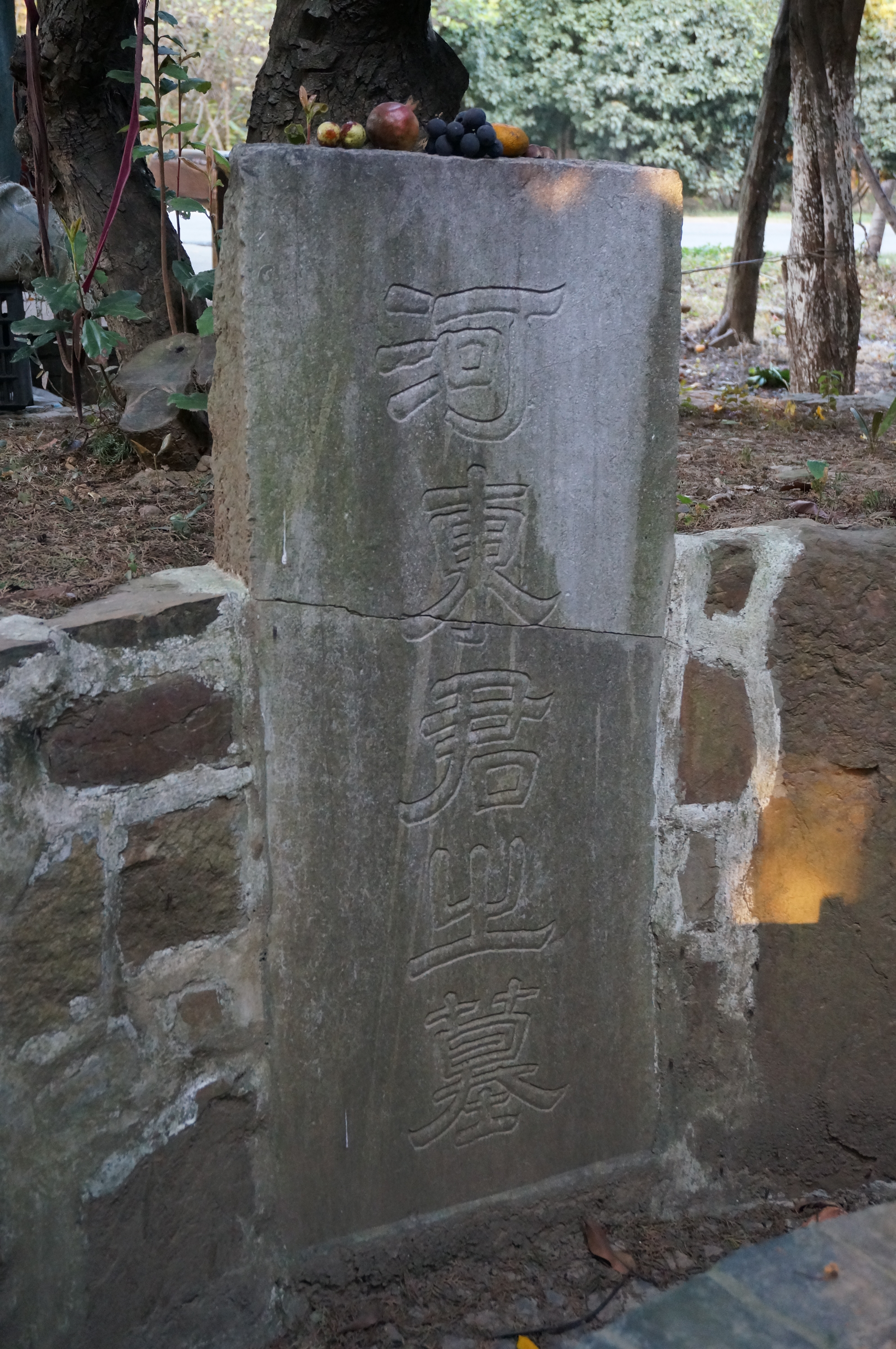
Lápida.

En 1640 Liu se embarcó en un plan para casarse con el respetado erudito Qian Qianyi. Vestida de hombre, abordó a Qian y pidió su opinión sobre uno de sus poemas. Qian al parecer al principio creyó que era un varón, pero más tarde en el mismo año la instaló en una ermita especialmente construida para ella en las tierras de su propiedad en Suzhou, llamada "Según el estudio de los Sutras". Se casaron en 1641, durante un crucero por el río; Qian otorgó a la novia el nuevo nombre de Hedong. A pesar de que se casó como concubina, Qian trató a Liu como su esposa principal, y contrajeron matrimonio en una ceremonia de boda formal. Su afinidad por el travestismo persistió estando casados; ella llevaba habitualmente prendas masculinas en público y en ocasiones hizo disposiciones en nombre de su marido vestida con sus túnicas confucianas (esta costumbre le ganó el apodo rushi, "Caballero confuciano", que también hace juego con su nombre escogido Rushi).
Después del derrumbamiento de la dinastía  Ming en 1644, Liu intentó persuadir a su marido para que se suicidase y siguiese a los mártires Ming caídos. Qian se negó y, en cambio, eligió organizar el movimiento de resistencia contra el nuevo régimen Qing. En 1648, la pareja tuvo una hija.
Los últimos años de su vida fueron difíciles para Liu. En 1663, ingresó en el laicado budista, en parte como respuesta a la destrucción de la importante biblioteca personal de su marido, la Sala historiada de la Nube Carmesí. Después de la muerte de Qian en 1664, sus acreedores y enemigos intentaron extorsionar a Liu; sus maquinaciones finalmente la empujaron a ahorcarse.

## Poesía
Liu fue a lo largo de su vida una poetisa prolífica, publicando cuatro colecciones con su trabajo antes de los 22 años. Su caligrafía destacó por sus trazos audaces y pinceladas masculinas, utilizando el "estilo de guion de hierba salvaje". Sus antologías en solitario incluyen Canciones del cuarto del pato mandarín y Poemas redactados por un lago, y su poesía se publicó junto a la de su esposo en varias de sus obras.